# Lapovo (selo)
Lapovo (selo) (en serbe cyrillique : Лапово (село)) est un village de Serbie situé dans la municipalité de Lapovo, district de Šumadija. Au recensement de 2011, il comptait 663 habitants.
Lapovo (selo) est également connu sous le nom de Gornja Stanica.

## Démographie
| 1948 | 1953 | 1961 | 1971 | 1981 | 1991 | 2002 | 2011 |
| ---- | ---- | ---- | ---- | ---- | ---- | ---- | ---- |
| 650  | 686  | 738  | 849  | 794  | 825  | 806  | 663  |

|  |